# Stichwort: Liebe
Stichwort: Liebe  (hebräischer Originaltitel: עיין ערך: אהבה ʿAyênʿērek: ahavā) ist ein  Roman des israelischen Autors David Grossman, der im Jahr 1986 in hebräischer Sprache veröffentlicht wurde und im Januar 1991 in deutscher Übersetzung erschien. Er behandelt zum einen die traumatischen Nachwirkungen der Shoah auf die Überlebenden und deren Nachfahren und zeigt, wie schwer es ihnen fällt, Liebe zum Leben und gegenüber anderen zu empfinden und zu zeigen. Zum anderen zeigt er die Unmöglichkeit, ein Ereignis wie die Shoah in die Sprache zu „übersetzen“ und begreifbar zu machen. Der Roman erzählt dabei aus einem sehr persönlichen Blickwinkel des Autors mit autobiografischen Elementen.

## Rahmenhandlung
Protagonisten des Romans sind Shlomo Neuman (genannt Momik) und sein Großonkel Anschel Wasserman, den Momik aber als seinen Großvater „annimmt“ und durchgehend so bezeichnet.
Anschel Wasserman ist ein fiktiver polnischer Schriftsteller, der unter dem Künstlernamen Anschel Wasserman-Scheherezade vor dem Ersten Weltkrieg mit seinen Geschichten der Kinder des Herzens erfolgreich war. Diese spannenden und fantastischen Fortsetzungsgeschichten mit pädagogisch-aufklärerischem Unterton waren bei Kindern sehr beliebt. Nachdem ihm als Schriftsteller kein weiterer Erfolg vergönnt war, lebt er ein langes introvertiertes Leben als Junggeselle. Mit über vierzig Jahren heiratet er doch noch unter Vermittlung seines Verlegers und einzigen Freundes und wird Vater. Nach dem Überfall von Nazi-Deutschland auf Polen wird Wasserman mit seiner Familie deportiert. Während Frau und Tochter in einem Vernichtungslager ermordet werden, überlebt Wasserman mehrere Jahre im Lager und wird schwer traumatisiert in eine Nervenheilanstalt in Israel eingeliefert. Da er keine artikulierten Worte spricht, bleibt seine Identität dort jahrelang unerkannt.
Im Jahre 1959 nennt Wasserman doch einige Namen von Familienangehörigen und kann identifiziert und zu seinen nächsten Verwandten in Israel gebracht werden: Zur Familie des neunjährigen Momik. Dessen Eltern sind selbst von der Shoah schwer traumatisiert und versuchen, ihr Kind zu schonen und vor jeglichem Kontakt mit der Vergangenheit fernzuhalten. Momik bemerkt als frühreifes Kind das große, unausgesprochene Thema, begreift es aber als eine Art Geheimnis der Erwachsenen, dem er sich mit detektivischen Methoden zu nähern versucht. Als er erkennt, dass das unverständliche Gemurmel und Gebrabbel des Großvaters eine Geschichte zu sein scheint, die der Großvater immer und immer wieder erzählt, ist Momiks Spürsinn geweckt, die Geschichte und deren Hintergründe zu enträtseln. Kurz darauf verschwindet Wasserman.
Als erwachsener Mann und mittlerweile selbst Schriftsteller und Dichter heiratet Momik und bekommt ein Kind. Wie schon seinen Eltern, ist es ihm aber aufgrund seiner Verlustängste und seiner Kenntnis, welches Leid Menschen einander antun können, nicht möglich, eine enge Bindung zu seiner Frau und seinem Kind aufzubauen, oder gar Liebe zu zeigen. Er versucht weiterhin, die letzte Geschichte seines Großvaters zu erzählen, und erhofft sich damit selbst von den Schatten seiner Kindheit und den traumatischen Nachwirkungen der Shoah zu befreien. Dieser Befreiungskampf verlangt ihm alles ab und bringt ihn mehrfach über seine Grenzen.

## Inhalt und Form
Der Roman besteht aus vier Teilen, die sich in Handlung, Form und Sprache sehr stark unterscheiden – inhaltlich aber tief verwoben sind. Viele Handlungsaspekte und Zusammenhänge lassen sich erst durch die Kenntnis der anderen Teile vollständig verstehen oder chronologisch zusammenfügen.

### Der erste Teil: Momik

#### Inhalt
Der erste Teil beginnt damit, dass Großvater Anschel aus einer Anstalt zu Momiks Familie nach Jerusalem gebracht wird und den stark ritualisierten Alltag der Familie durcheinander bringt. Momiks Eltern sind stets darauf bedacht, ihren Sohn zu beschützen und ihn durch Schweigen fern vom Horror der Vergangenheit zu halten. Andererseits sind sie, die nahezu ihre gesamten Familien in der Shoah verloren haben, aber auch nicht mehr in der Lage, Momik gegenüber Liebe zu zeigen; sein Vater scheint ihm gegenüber regelrechte Angst zu haben, ihn zu berühren oder zu streicheln. Momik spürt als sensibles, intelligentes und etwas frühreifes Kind die Schatten, die auf seinen Eltern und den zahlreichen anderen traumatisierten Shoah-Überlebenden („Verrückten“) in seiner Umgebung liegen.
Momik möchte mit detektivischer Neugier herausfinden, was seine Eltern so belastet und seinen Großvater verstummen ließ, und versucht, jedes Stichwort und jeden Hinweis vom Land „Dort“ aufzuschnappen, in seine Notizhefte einzutragen und in den Listen zu ordnen, die er ständig von allem anfertigt. In seinen Notizheften entsteht so eine eigene Realität, in der er über das Land „Dort“ und seine fiktiven Bewohner schreibt. So erschließt er sich, dass die Angst von einer „Nazi-Bestie“ (Chajjat Nazi ist im hebräischen gebräuchlicher Ausdruck) verursacht wird, die zu finden und zähmen er sich vornimmt, um damit seine Eltern und die anderen zu retten.
Nebenbei verbringt Momik viel Zeit mit seinem Großvater. Als einziger hört er ihm wirklich zu und bemerkt, dass der unartikulierte und scheinbar zusammenhanglose Singsang des Großvaters in Wirklichkeit eine Geschichte zu sein scheint, die er immer und immer wieder einem „Herneigel“ erzählen muss. Immer wieder kann er Worte und Namen aufschnappen und damit einen Zusammenhang zwischen der Nazi-Bestie, seinem Großvater und dessen früheren Erzählungen als Autor von Kindergeschichten ziehen. Gleichzeitig wächst in ihm der Wunsch, diese Geschichte und deren Umstände komplett zu entschlüsseln – also die Geschichte zu retten.
Als Momik seine Nachbarin nach der Herkunft der Nazi-Bestie befragt, lässt sie sich die Antwort entlocken, dass die Nazi-Bestie aus jedem Lebewesen hervorkommen könne, wenn man sie richtig füttert und aufzieht. Momik nimmt das wörtlich und versucht, aus einigen Tieren, die er im Keller in Käfige sperrt, eine Nazi-Bestie zu züchten. Ein weiterer Hinweis, dass die Nazi-Bestie mit „Juden“ gefüttert werden müsse, führt dazu, dass sich Momik erfolglos selbst anbietet und sich so mit seiner Identität als Jude auseinandersetzt und zum Schluss kommt, dass er offensichtlich kein richtiger Jude sein könne. So kommen sein Großvater und die anderen Shoah-Versehrten, die er für „echte Juden“ aus dem Land „Dort“ hält, als Lockvögel für die Nazi-Bestie zum Einsatz. Auch dies führt zu keinem Erfolg, vielmehr entdeckt Momik voller Entsetzen, dass die Bestie auch aus ihm selbst herausbrechen kann.
Der erste Teil endet damit, dass Momiks Eltern ihn auf ein Internat schicken und der Großvater von einem seiner Spaziergänge nicht mehr zurückkommt und verschollen bleibt.

#### Form
Der erste Teil des Romans ist in einer personalen Erzählform mit Momik als Reflektorfigur geschrieben. Der Erzähler spiegelt die Perspektive des Kindes und dessen teilweise naive, teilweise frühreife und altkluge Sichtweise wider. Genau an dieser Schnittmenge zwischen Naivität und intelligenter Schlussfolgerung kommt es immer wieder zu tragisch-komischen Elementen, da der Leser natürlich versteht, was Momik noch nicht weiß. Teilweise sind die Ereignisse im Stile eines Bewusstseinsstroms beschrieben. Immer wieder werden jiddische Wörter aus dem alltäglichen Sprachgebrauch der ausgewanderten Familie eingeflochten. Diese werden in einem Glossar am Ende des Buches erklärt.
Durch den unmittelbaren Blickwinkel mit den Augen Momiks auf seine Umgebung spürt man deutlich das beklemmende Klima, das im Israel der 1950er-Jahre geherrscht haben muss, als nahezu jeder ermordete Angehörige zu beklagen hatte oder Verfolgung, Zwangsarbeit und Folter am eigenen Leib erleben musste und nun versuchte, sich ein neues Leben zu erkämpfen.

### Der zweite Teil: Bruno

#### Inhalt
Im zweiten Teil der Geschichte ist aus dem Jungen Momik der erwachsene Schriftsteller Shlomo Neuman geworden. Er hat eine zutiefst pessimistische Lebenseinstellung gewonnen und ist in Erwartung einer zweiten Shoah immer auf das Schlimmste gefasst.
Als Schriftsteller möchte er sich mit der Shoah befassen, scheitert aber mit allen Versuchen, das „Unbegreifliche“ zu beschreiben, bis er schließlich erkennt, dass ihm dies nur gelingen kann, wenn er sich voll und ganz in diese Zeit und seine Vorfahren hineinversetzt, sich mit ihnen verbindet, und so sein (fiktives) Leben in der Shoah nach(er)lebt.
Als erstes wählt er den (historischen) jüdisch-polnischen Maler und Schriftsteller Bruno Schulz, von dem er fasziniert ist, und versucht, sich so tief in Bruno (die fiktive Figur wird hier wie im Roman immer mit „Bruno“ bezeichnet) hineinzuversetzen und sich mit ihm zu identifizieren, dass er aus ihm heraus und an seiner statt erzählen kann und dessen verschollenes letztes Werk Der Messias nacherzählen und retten kann.
Obwohl er natürlich weiß, dass der historische Bruno Schulz von einem Nationalsozialisten als Rache an einem verfeindeten Nationalsozialisten auf offener Straße erschossen wurde, schreibt er die Geschichte seines Brunos um und lässt ihn ins Meer fliehen. Anstatt dort zu ertrinken, wird er vom Meer aufgenommen und nach und nach in einen Salm verwandelt, der sich mit Millionen anderen Salmen auf den Weg zu ihren Laichgründen macht. Neuman nutzt das Meer, um mit diesem Zwiesprache zu halten und sich so der Gedankenwelt von Bruno immer weiter zu nähern.
Zwischendurch beschreibt er sein eigenes Leben: Seine Ehe, die stark darunter leidet, dass er nicht in der Lage ist, seiner Frau gegenüber Liebe zu zeigen. Die Beziehung zu seinem Sohn, die ebenfalls unter Lieblosigkeit leidet, weil Neuman diesen lieber abhärten und auf die aus seiner Sicht zwangsläufig bevorstehende nächste Katastrophe vorbereiten als behüten möchte. Seine Affäre, die ihn kurzzeitig inspiriert, ihm seine Selbstzweifel und Ängste aber auch nicht nehmen kann. Und seine anhaltende Unfähigkeit, über die Shoah (und auch über Großvater Anschel) zu schreiben, obwohl dieser so viel Platz in seinem Denken und seiner Persönlichkeit einnimmt.
Um sich Bruno weiter anzunähern, unternimmt er eine Reise nach Polen, an den Ort, an dem dieser ins Wasser gegangen und zum Salm geworden ist. Während er stundenlang im Meer verbringt, lässt er sich vom Meer die Geschichte von Bruno erzählen, über dessen Weg mit den Salmen, wie er sich als Individuum aufgibt und im Schwarm der Millionen mitschwimmt oder vielmehr von deren gleichförmigem Rhythmus mitgerissen wird und dann doch wieder seinen Weg zurück zur Individualität findet.
Schließlich gelingt es ihm, Bruno aufzuspüren und dessen Messias geistig zu retten, also neu zu denken und niederzuschreiben. In diesem löscht ein Messias alle Erinnerungen, Bindungen und vor allem die Sprache der Menschen aus, so dass sie ihre Vergangenheit vergessen. Ohne die Beschränkung durch Worte sind die Menschen in der Lage, ihre Gefühle viel deutlicher zu erfassen. Ohne Vergangenheit müssen sie in jedem Moment ihre eigene Sprache erschaffen. Sie werden zu Künstlern und das Leben zu einem Kunstwerk, das nicht zerstört werden kann und darf, da die neue Sprache ohne die Idee von Gewalt auskommt. So werden Gewalttaten unaussprechlich und damit undenkbar und auch in der Realität unmöglich.
Kurz bevor Bruno wieder in den Tiefen des Wassers verschwindet, gibt er Neuman einen Hinweis, wie er die lange gesuchte Geschichte seines Großvaters finden kann.

#### Form
Dieser Teil wird vom Neuman (dem erwachsenen Momik) erzählt. Er beinhaltet viele örtliche und zeitliche Sprünge sowie Wechsel von der realen, ironisch-distanziert beschriebenen Perspektive auf Neumans eigenes Leben in die fiktive, ins phantastische und märchenhafte gehende Erzählung um Bruno. Diese Wechsel sind manchmal durch zwei aufeinanderfolgende Bindestriche gekennzeichnet, oft jedoch nicht sofort erkennbar, und müssen aus dem Erzählkontext und anhand der Sprache, die untrennbar mit der jeweiligen Handlung verbunden ist, erschlossen werden. Die Abschnitte, die Neumans Zwiesprache mit dem Meer und den Zug der Salme erzählen, sind als Bewusstseinsstrom geschrieben, bei dem sich die Sätze satzzeichenlos über viele Seite erstrecken.
In der fiktiven Erzählung von Bruno Der Messias wird als Reverenz an den historischen Schulz, der von Neuman im Roman als den „wagemutigsten Erforschers der sprachlichen Geographie“ bezeichnet wird, dessen fantasievolle, farbige Sprache nachgeahmt. Auch die Figuren und Handlungsorte aus Schulz‘ autobiografischen Erzählungen Die Zimtläden und Das Sanatorium zur Sanduhr werden in die Handlung eingesponnen. Nicht zuletzt ist auch die Metamorphose von Bruno zum Salm ein Stilmittel, das Schulz selbst dort ähnlich verwendet.

### Der dritte Teil: Wasserman

#### Inhalt
In diesem Teil hat es Neuman endlich geschafft, woran er seit seiner Kindheit arbeitet: Er hat sich so intensiv mit seinem Großvater Anschel Wasserman identifiziert, dass er dessen Erleben in der Shoah und dessen erzählte Geschichte nachfühlen und nacherzählen kann.
Die Erzählung beginnt in einem Vernichtungslager, in das Anschel Wasserman mit seiner Familie gebracht wird. Während seine Tochter direkt bei der Ankunft vor seinen Augen erschossen wurde und seine Frau sowie sein Verleger und Freund in den Gaskammern ermordet wurden, kann Wasserman aus unklaren Gründen nicht sterben und überlebt alle Exekutionsversuche.
Wasserman, dessen einziger Wunsch es ist, endlich auch zu sterben, wird zum Lagerkommandanten Neigel (dem „Herneigel“ aus dem ersten Teil) gebracht, der ihn als den Schriftsteller erkennt, dessen Geschichten er in seiner Kindheit so verehrt hat und durch deren Charaktere er geprägt wurde. Neigel macht ihn zu seinem „Hausjuden“ und befiehlt ihm, eine neue Geschichte der Kinder des Herzens nur für ihn zu erzählen. Als Gegenleistung fordert Wasserman – als eine Art umgekehrte Scheherazade –, dass Neigel ihn töten muss, was aus unerklärlichen Gründen nie gelingt. Insgeheim gefällt er sich aber auch in der vertrauten Rolle des Geschichtenerzählers und hofft, Neigel durch seine Geschichten mit Menschlichkeit anzustecken.
Die Geschichte soll das letzte Abenteuer der Kinder des Herzens sein: Die Kinderhelden von damals sind analog zu Wasserman und Neigel gealtert und durch ihre individuellen Lebensschicksale geprägt. Nach dem Überfall Nazi-Deutschlands auf Polen finden sie sich über Zufälle wieder und leben als Untergrundkämpfer im Wald (später verlegt Wasserman den Handlungsort in den Warschauer Zoo).
Während Neuman die Handlungen im Vernichtungslager durch seine Recherchen zu seinen gescheiterten Shoah-Buchprojekten realitätsnah erzählen kann, entwickelt die Figur seines Großvaters mehr und mehr ein Eigenleben, das sich teilweise im Einklang mit Neumans Vorstellungen befindet, etwa dann, wenn Wasserman ihm erlaubt, auch seine eigenen „Krieger“ in die Geschichte hineinzubringen und sich so die traumatisierten Shoah-Überlebenden, die in Momiks Kindheit gemeinsam mit dem Großvater gegen ihre Erinnerungen und Traumata kämpften (siehe erster Teil) zu den Kindern des Herzens gesellen. Teilweise handelt der Wasserman der Geschichte aber auch gegen den Willen Neumans, besonders als in der Geschichte ein Findelkind – Kasik – bei den „Kindern des Herzens“ auftaucht, das Neuman aus noch unbekannten Gründen Angst macht.
Immer wieder ist zwischen und in der Geschichte von Wasserman und Neigel im Lager und der Geschichte der Kindern des Herzens auch Neumans eigene Welt eingeflochten: Die Probleme mit seiner Familie und seiner Geliebten, das Ringen mit dem Großvater um die Geschichte und wie dies seine Kraft kostet und er nahe daran ist, aufzugeben.

#### Form
Dieser Teil ist geprägt durch Neumans einerseits Identifikation und anderseits Auseinandersetzung mit seinem Großvater Anschel Wasserman. Immer wieder versucht er aus seiner eigenen Welt ins „Innere“ seines Großvaters zu schlüpfen, ringt dort aber oft mit ihm, weil dieser ihn nicht dorthin führt, wohin er gelangen möchte. Dem literarisch entsprechend ist die nicht-lineare Erzählweise durch viele zeitliche und räumliche Sprünge und ihre plötzlichen Perspektivwechsel gekennzeichnet: Zeitweise erzählt Wasserman die Geschichte, zeitweise erzählt Neuman die Geschichte nach, interpretiert sie oder distanziert sich, zeitweise ist Neuman scheinbar selbst dabei und interagiert und diskutiert mit seinem Großvater in Neigels Baracke oder lässt sie sich von diesem etwas beschreiben oder erklären, wie wenn Wasserman ihm die Geschichte zu einem späteren Zeitpunkt erzählt hätte. Dabei spielen sich die Wechsel oft abrupt ab, etwa wenn aus dem Dialog zweier Figuren auf einmal ein innerer Monolog des Erzählers wird.
Mit der dritten handelnden Figur, dem Lagerkommandanten Neigel, will und kann sich Neuman (noch) nicht identifizieren: Der Täter bleibt vorerst Statist.

### Der vierte Teil: Das Leben Kasiks nach Stichworten enzyklopädisch erfasst

#### Inhalt
Der vierte Teil unterscheidet sich stilistisch wiederum deutlich von den anderen Teilen. Hierin wird die Geschichte fragmentiert und wie in einer Enzyklopädie unter Stichworten gefasst, die nach dem hebräischen Alphabet, also (scheinbar) zufällig angeordnet sind. Somit fügen sich nach und nach die verschiedenen Erzählstränge der vorigen Teile mit den neuen Handlungsteilen des vierten Teils wie ein Mosaik zusammen.
Inhaltlich werden wie schon im dritten Teil wieder mehrere Erzählebenen übereinander gelagert und in sich verschränkt erzählt:
- Die Geschichte Kasiks, die Wasserman Neigel im Vernichtungslager erzählt – die aber genauso an seinen Enkel Momik Neuman gerichtet scheint –, ist trotz der Titelgebung des vierten Romanteils nur einer von vielen Aspekten. Hier wird die begonnene Geschichte aus dem dritten Teil zu Ende erzählt. Kasik erlebt alle Phasen des menschlichen Lebens konzentriert innerhalb eines Tages. Die Künstler haben zum Ziel, dass mit Kasik wenigstens ein Mensch „ein Leben von Anfang bis Ende leben möge, ohne zu wissen, was das ist: Krieg“ (Stichwort: Gebet). Zunächst gelingt der Plan, und Kasik will der Welt, von deren Leid und Verfall er mehr und mehr wahrnimmt, die Stirn bieten und ist von einer tiefen Liebe zum Leben erfüllt, sagt, dass „sogar ein qualvolles Leben einem Nicht-Leben vorzuziehen sei“ (Stichwort: Kasik, Tod des). Letztlich verzweifelt er aber zum Ende seiner Lebenszeit doch und wählt den Freitod.
- Die Geschichten der Shoah-Überlebenden aus Momiks Kindheit (Teil 1), die Neuman in Teil 3 in die Geschichte des Großvaters hineingebracht hat: Dort macht er sie wie die Kinder des Herzens zu „Künstlern“, indem er ihre individuelle Art, mit ihren Traumata aus Verfolgung, Folter, Vergewaltigung und Morden umzugehen und die Dämonen in sich zu bekämpfen, als (Überlebens-)Kunst erhöht.
- Die (fiktiven) Ereignisse zwischen Wasserman und Neigel im Vernichtungslager: Hier werden die Ereignisse aus dem dritten Teil fortgeführt. Mehr und mehr entwickelt sich eine Nähe zwischen beiden. Während Neigel Wasserman zu Beginn noch als „Scheißmeister“[10] bezeichnet, spricht er ihn im weiteren Verlauf der Handlung mit „Herr Wasserman“ an und öffnet sich ihm gegenüber mehr als zu jedem anderen Menschen bisher (Stichwort: Plagiat). Und Wasserman kommt so weit, dass er Neigel gegenüber sogar Mitleid (Stichwort: Plagiat) empfindet und ihn Teile der Geschichte mitgestalten lässt (siehe Stichwort Richter). Letztendlich gelingt es Wasserman tatsächlich (als Vollendung von Momiks gescheiterten Versuchen in Teil 1), aus Neigel – der Nazi-Bestie – den Menschen herauszulocken und in ihm winzige Zweifel an seiner Arbeit als Kommandant des Vernichtungslagers zu wecken, die aber schon reichen, um ihn in den entscheidenden Situationen im Lager, in denen eine totale Unbarmherzigkeit und Unmenschlichkeit notwendig wäre, unsicher zu machen. Nachdem Neigel auch noch seine Familie – neben seiner Arbeit und seinem Glauben an den Nationalsozialismus der Fixpunkt in seinem Leben – verliert, führt dies aber letzten Endes zu dessen Tod.
- Die Beweggründe der Täter: Im vierten Teil schafft es Neuman, sich auch mit Neigel soweit zu identifizieren, dass er (wie zuvor bei Bruno und Wasserman) auch dessen Gedanken, Beweggründe und Zwänge erzählen kann. So wechselt Neigel vom handelnden Statisten des dritten Teils zu einer fühlenden und sogar gestaltenden Figur. Dadurch kann Neuman auch die Täterperspektive einnehmen und in Stichworte wie Heiratserlaubnis deren Geschichte und die Unmenschlichkeit der nationalsozialistischen Ideologie auch gegenüber ihren eigenen glühenden Anhängern darstellen.
- Neumans eigenes Leben und Denken: Der Autor der Enzyklopädie bringt sich selbst mit ein, indem er wie etwa im Stichwort Hochzeit oder Dokumentation von sich selbst erzählt oder zum Beispiel in den Stichworten Gewissen, Leid oder Schlachtbank Wassermans Aussagen kommentiert (und scharf kritisiert). Neumans eigenes Weltbild spiegelt sich aber nicht nur im Text wider, sondern speziell auch im nicht-Geschriebenen, etwa in den beiden Stichworten Mitleid und Erbarmen, die nur gegenseitig aufeinander verweisen, zu denen er aber keinen Inhalt einfügt oder einfügen kann. Ebenso leer bleibt das Stichwort Lebens, Der Sinn des. Als erstes Stichwort (in der Sortierung nach dem hebräischen Alphabet) taucht in der Enzyklopädie das titelgebende Stichwort Liebe auf. Auch zu diesem Stichwort fällt Neuman nicht mehr ein, als direkt auf Sex zu verweisen, wo er dann tatsächlich kurz etwas über Liebe schreibt, dann aber sofort wieder beim Hass landet.

#### Form
Äußerlich gleicht dieser Teil einer Enzyklopädie: Nach einem Vorwort und einem Verzeichnis der 74 Stichwörter folgt der lexikalische Teil. Dort wird das jeweilige Lemma zunächst in hebräischer Schrift, in deutscher Umschrift und in deutscher Übersetzung genannt, dann meist in einem objektiven Satz im Stil eines klassischen Nachschlagewerks definiert und schließlich als Aufhänger für eine Erzählung verwendet. Auch wenn die Stichworte (scheinbar) zufällig nach dem hebräischen Alphabet geordnet sind und Neuman in seinem Vorwort darauf hinweist, dass sie in willkürlicher Reihung gelesen werden können und er bewusst jede literarische Spannung „vermieden“ hätte, handelt es sich doch um eine erzählerisch durchkomponierte Reihenfolge, bei der die durch Andeutungen und Verweise auf andere Stichworte entstehende Spannung erst in den letzten Stichworten aufgelöst wird. Durch die komplexe und fragmentierte Erzählstruktur mit den ständig wechselnden Perspektiven und Verweisen wird der Leser permanent zur Reflexion gezwungen.
Die Teile, die die Geschichte Kasiks behandeln, imitieren den phantastischen Stil von Wassermans Erzählungen früherer Jahre, verlassen in ihren teils ins Groteske gesteigerten Abschnitten und dem zerstörerischen Ende aber den Duktus der Kindergeschichte, die sie ja nur vordergründig (und in Neigels Wunschvorstellung) erzählen.
Wie schon im dritten Teil, kommt es auch im vierten Teil immer wieder zu abrupten Wechseln der Handlungsebenen. Die jeweiligen Ebenen sind dabei nicht in sich geschlossen, vielmehr gibt es immer wieder räumliche und zeitliche Übersprünge der handelnden Personen, wenn etwa Wasserman selbst in Kasiks Geschichte agiert (z. B. im Stichwort Mondsüchtigen, Reise der) oder Neuman und Wasserman in Neigels Baracke im Vernichtungslager interagieren, oder Neuman zwischendurch Überlegungen anstellt, welche Automarke er Neigel in der Enzyklopädie zuschreibt (Stichwort Plagiat). Im Stichwort Richter werden sogar zwei zeitliche Handlungsebenen parallel erzählt, deren Wechsel mitten im Satz ohne klare Abgrenzung stattfinden, so dass nur aus dem Stil und Kontext erschlossen werden kann, welcher Satzteil zu welcher Handlungsstrang gehört.
An einigen Stellen wird außerdem das eigene Werk reflektiert, etwa im Stichwort Dokumentation, bei dem die Eignung des Formats der Enzyklopädie diskutiert wird, oder wenn im Stichwort Seidman, Malkiel ausführlich geschildert wird, wie sich ein Biograf ins Innere seiner Beschreibungsperson hineinfühlen muss (wie Neuman in Bruno und Wasserman). Fast schon zur Parodie wird im Stichwort Kasik, Tod des, dass Neuman seinem Großvater vorwirft, seine Geschichte mit ständigen Orts- und Handlungssprüngen zu erzählen, „ohne sich an die heilige Regel der Einheit von Ort und Zeit zu halten“.

## Themen und Motive

### Enzyklopädie
Die Enzyklopädie ist ein Motiv, das alle vier Romanteile durchdringt. Bereits als Kind ist Momik im ersten Teil von der ordnenden Struktur von Enzyklopädien fasziniert und beschließt mit neun Jahren, jeden Tag in alphabetischer Reihe ein Stichwort zu lesen. Aber schon damals stellt er fest, dass die Enzyklopädie unvollständig ist, weil darin etwa nichts von Glück steht und er sich daraus weder die „verrückten“ alten Männern mit den eintätowierten Nummern auf dem Arm noch den „Herneigel“ aus Großvaters Erzählung erklären kann.
Als erwachsener Schriftsteller beginnt Neuman das Projekt, eine Jugendenzyklopädie des Holocaust erstellen, um diesen zu sortieren und greifbarer zu machen (zweiter Teil). Das Projekt scheitert zwar, aber er erkennt, dass es ihm half, „das Material auf diese Weise zu sortieren, zu schreiben und zu redigieren“.
Im dritten Teil muss Neuman gemäß seiner vollständigen Identifikation mit seinem Großvater die Geschichte so erzählen, wie dieser sie ihm vorgibt und nicht, wie er selbst sie wünscht. Nachdem ihm die Kontrolle über den Fortgang mehr und mehr entgleitet, sieht er als Ausweg, um diese wieder zu erlangen, die Geschichte in die künstliche Struktur einer Enzyklopädie zu pressen, die den vierten Teil bildet.
Zum Ende des Romans, im vorletzten Stichwort Dokumentation, lässt Grossman Neuman aber auch hierin (zumindest in den Augen seiner Geliebten) scheitern: Er schafft nicht, zu erzählen, was nicht zu erzählen ist. Auch eine „ganze Enzyklopädie“ reicht nicht aus, „auch nur einen Augenblick im Leben eines Menschen zu erfassen“ und – egal in welcher Variation: die Shoah bleibt „unübersetzbar“ in die Sprache.

### Das weiße Zimmer
Im zweiten Teil des Romans, der sich immer wieder um das Thema Sprache dreht, wird das weiße Zimmer als Metapher eingeführt. Dieses weiße, komplett leere Zimmer verbirgt sich in einem der unterirdischen Gänge von Yad Vashem, wo alles Wissen über die Shoah gesammelt wird. Das Zimmer wird als „eine Art Tribut“ beschrieben, den alle Veröffentlichungen über die Shoah zollen müssen, weil sie Dinge beschrieben, die „für immer ungelöst, für immer unbegreiflich bleiben werden“. Und weil jeder Ansatz, über die Shoah wissenschaftlich oder literarisch zu schreiben, „von Anfang an zum Scheitern verurteilt sei, denn während andere Tragödien in die Sprach der vertrauten Realität übersetzt werden könnten, sei der Holocaust unübersetzbar …“. Das weiße Zimmer, das nur in einem langen schmerzhaften Prozess gefunden werden kann, ist ein Prüffeld für alle, die versuchen, das Unaussprechbare literarisch auszudrücken. Auch im dritten Teil wird mehrfach auf das weiße Zimmer Bezug genommen, das Neuman betritt, während er die Geschichte seines Großvaters erzählt. Am Ende findet er den Ausgang nicht mehr und lässt sich von seinem Großvater führen.

### Liebe und Leben
Auch das titelgebende Thema Liebe zieht sich durch alle Teile des Romans: Manchmal in ihrer eigentlichen Form (Wasserman und seine Frau Sara) oder in der Ausdrucksweise von Sex (Neuman und Ajala, Chana Zitrin und Kasik) – meistens aber in deren Abwesenheit oder Verdrängung im Leben.
Schon im ersten Teil wird beschrieben, wie Momiks Eltern einerseits voller Liebe sind, ihn mit den Augen „verschlingen“, das andererseits aber wegen ihrer Verlustängste nicht ansatzweise zeigen können. Diese kindliche Prägung spiegelt sich später in Momiks Verhalten gegen sich selbst, seinen Frauen und vor allem gegenüber seinem Kind wider, und pflanzt sich somit auch in die übernächste Generation fort.
Erst durch die Geschichte seines Großvaters (gegen die Momik Neuman sich aus diesem Grund auch zunächst so wehrt), wird er mit Kasiks zunächst unbändiger Lebenslust konfrontiert, die sich auch auf dessen Ziehvater Fried und die anderen Kinder des Herzens ausbreitet.
Und während Neuman aufgrund seiner Ängste versucht, sich jedweder Empfindung zu entziehen, erlebt er, wie jedes Leben einzigartig und individuell ist: Das der (letztendlich gescheiterten) Kinder des Herzens genauso wie das der „Verrückten“ aus Momiks Kindheit oder das der Charaktere aus Brunos Messias. Gerade dessen Vision vom Menschen als Kunstwerk steht im maximalen Gegensatz zum Verständnis der Nazis, die im Menschen nur eine austauschbare Sache sehen und damit die Grundlage für Entmenschlichung und Massenmord legen. Auf besonders tragische Weise wird das im Tod des historischen Bruno Schulz deutlich, der von einem NS-Offizier aus einer üblen Laune heraus erschossen wurde, um dadurch einen anderen NS-Offizier zu „ärgern“. Diese Szene wurde von Grossman mit als Grund genannt, den Roman zu schreiben. Und nicht nur ein genialer Künstler wie Bruno Schulz, sondern auch die zahlreichen Shoah-Traumatisierten, die in Stichwort: Liebe zu (Lebens-)„Künstlern“ wurden und denen deshalb jeweils ein eigenes Stichwort mit einer kleinen Biographie gewidmet ist, sind gemeint, wenn Grossman rund zwanzig Jahre nach Erscheinen des Romans sagt:

„Als ich Stichwort: Liebe abgeschlossen hatte, verstand ich, dass ich es geschrieben habe, um zu sagen, dass derjenige, der einen Menschen auslöscht, letztendlich ein geniales, einzigartiges, besonderes, unbeschreibliches Kunstwerk vernichtet, das nicht mehr rekonstruierbar ist und dergleichen es nie wieder geben wird.“

### Shoah
Der Roman handelt nur vordergründig von der Shoah, sondern vielmehr davon, wie man versuchen kann oder muss, sie zu begreifen und sich trotzdem eine Vorstellung zu machen – wenn den Überlebenden selbst die Worte dafür fehlen (Momik im ersten Teil) oder man zwar alle Fakten kennt, aber allein aus diesen weder Opfer noch Täter verstehen kann (Neuman in Teil zwei bis vier).
Gerade das innere Verständnis der handelnden Personen ist für Grossman essentiell, um aus der Shoah lernen zu können. Hierzu entwickelt sich der zweite Teil zum Schlüssel, über den Grossman sagt:

„[…] ich versuche dort die Notwendigkeit darzustellen, andere Personen wieder ins Bewusstsein zurückzuholen, sie wieder neu aufleben zu lassen, jeden Augenblick ihres Lebens neu zu beleben und dabei die Wirklichkeit ständig völlig anders zu betrachten.“

Aus diesem Grund bezeichnet es Grossman auch als sehr bedeutsam für ihn, dass in vielen Ländern, in denen Stichwort: Liebe erschienen ist, auch Bruno Schulz‘ Werke neu aufgelegt wurden.
In Stichwort: Liebe macht Grossman aber nicht nur die Opferperspektive in den Personen Bruno und Wasserman nachfühlbar. In der Figur Neigels, der weder sadistisch noch psychisch gestört ist, der nicht nur Kommandant des Vernichtungslagers, sondern auch Mensch ist, zeigt er auf erschreckende Art, wie wenig es braucht, um aus einem sehr gewöhnlichen Menschen zuerst einen überzeugten Mitläufer, Täter und schließlich einen Massenmörder zu machen. Dies stellt umso dringlicher die Frage, die Grossman formuliert:

„Was wäre mit mir gewesen, wenn ich dort gewesen wäre?“

## Einordnung in das Werk des Autors
Vor dem Druck von Stichwort: Liebe hatte Grossman schon zwei größere Werke veröffentlicht: Seinem Roman Das Lächeln des Lammes sowie seine Reportagensammlung Der gelbe Wind, die sich mit dem israelisch-palästinensischen Konflikt befassten. Der Roman Stichwort: Liebe erschien nach eineinhalbjähriger intensiver Arbeit, als Grossman 32 Jahre alt war. Es war sein erster im englischsprachigen Raum veröffentlichter Roman. Zahlreiche weitere Übersetzungen in alle großen europäischen Sprachen folgten und machte ihn international bekannt. Amos Oz urteilte: „Stichwort: Liebe war ein definitiver Durchbruch, nicht nur für David, sondern auch für die israelische Literatur“.

## Autobiografische Bezüge
Grossman, der in der Entstehungszeit des Romans gerade Vater geworden war berichtet, dass das Schreiben des Romans Stichwort: Liebe für ihn gerade auch in Hinblick auf seinen Sohn eine Notwendigkeit war,

„[…] weil ich spürte, dass mein Leben hier in Israel als Jude, als Israeli, als Schriftsteller, als Vater, als Mensch niemals vollkommen sein würde, solange ich nicht mein ungelebtes Leben in der Shoah begriffen haben würde.“

Während der Entstehung des Romans hat sich Grossman für eineinhalb Jahre völlig in das Handlungsgeschehen hineinversetzt – analog wie sich Momik Neuman im Roman in die Geschichten von Bruno und Anschel Wasserman hineindenkt. Und wie der fiktive Neuman berichtet Grossman, dass er dabei „innere Grenzen überschritt“, und anfing, sich „innerlich zugrunde zu richten“.
Grossman sieht Momik „als einen Teil von mir, Bruno als einen anderen“. In seiner Rede zur Eröffnung des internationalen Literaturfestivals Berlin 2007 erwähnt Grossman einige Erlebnisse aus seiner Kindheit und Jugend, die er auch im ersten Teil Momik verarbeitet. Auch in der Enzyklopädie findet sich unter dem Stichwort Hochzeit ein Erlebnis aus seinem eigenen Leben.

## Rezeption
Annette Meyhöfer (Im Keller der Phantasie in Der Spiegel, Ausgabe 8/1991) sieht den Roman, der für sie „vor allem ein philosophischer Roman“ ist, als eine „fanatischen Wahrheitssuche, in vier Teilen, in ständig wechselnden Perspektiven, vier Versuchsanordnungen“. Sie lobt vor allem den ersten Teil Momik, „der vor Geschichten, unglaublichen, absurden, aberwitzigen, todtraurigen, nur so überzuquellen scheint“ und bescheinigt Grossman, dass er „so fulminant erzählen kann“. Für sie stellt der Roman „nichts anderes als die alte und immer wieder neu zu stellende Frage danach, was Leben bedeutet, was Leben ist, in der Erinnerung an die Schoah“.
Hajo Steinert (Hohe Kunst des Scheiterns in Die Zeit, Ausgabe 13/1991) nennt Stichwort: Liebe „einen der intelligentesten, komischsten und traurigsten Romane der Gegenwart“. Für ihn steht fest, dass Grossman „hier einer sein Scheitern bewußt inszeniert. Erzählen, was nicht zu erzählen ist: darin besteht der paradoxe und keineswegs bescheidene Anspruch dieses Romans“. Und weiter: „Das Scheitern so zu inszenieren, daß einen die Lektüre von immerhin sechshundert Seiten gleichwohl fesselt, darin besteht sein Triumph.“
Auch international wurde der Roman gelobt: Edmund White nannte ihn beispielsweise in der New York Times den „überragenden Holocaust-Roman“ und verglich ihn mit den Romanen Die Blechtrommel oder Hundert Jahre Einsamkeit.

## Adaptionen
Oper
Chaya Czernowin verarbeitet in ihrer 1999 fertiggestellten Kammeroper Pnima … ins Innere (Auftragswerk für die Münchener Biennale 2000) den Stoff des Romans.
Theater
Der israelische Schauspieler Noam Meiri adaptierte 1994 den ersten Teil Momik als Monodrama.
Im Jahr 1999 erfolgte eine weitere Theateradaption durch Corey Fischer.
Frank Soehnle und Yehuda Almagor schufen mit Kinder der Bestie 2000 eine Version fürs Figurentheater.

### Textausgaben Deutsch
- David Grossman: Stichwort: Liebe. Aus dem Hebräischen von Judith Brüll. Carl Hanser Verlag, München / Wien 1991, ISBN 3-446-14596-6; 613 Seiten.
- David Grossman: Stichwort: Liebe (Taschenbuch). Aus dem Hebräischen von Judith Brüll. Fischer-Taschenbuch-Verlag, Frankfurt am Main 2004, ISBN 3-596-15663-7; 613 Seiten.
- David Grossman: Stichwort: Liebe (E-Book). Aus dem Hebräischen von Judith Brüll. Carl Hanser Verlag, München 2016, ISBN 978-3-446-25521-0

### Textausgaben Hebräisch
- David Grossman ʿAyênʿērek: ahavā. Hoza’at Hakibbutz Hameuchad, Jerusalem 1986, 399 Seiten

### Sekundärliteratur
- Marc De Kesel, Bettine Siertsema und Katarzyna Szurmiak (Hrsg.): See Under: Shoah – Imagining the Holocaust with David Grossman (engl.). Erschienen in: The Brill Reference Library of Judaism, Band 41. Brill 2014, ISBN 978-90-04-28095-3
- Nina Fischer: Das Schweigen und das Kind – Der Holocaust in der israelischen Gesellschaft in David Grossmans Momik. Erschienen in: Schweigen aus der Reihe Archäologie der literarischen Kommunikation, Band 11. Brill 2013, ISBN 978-3-7705-5542-0